# Margit Eckholt
Margit Eckholt (* 16. Juni 1960 in Mülheim an der Ruhr) ist eine römisch-katholische Theologin und Universitäts-Professorin für Dogmatik und Fundamentaltheologie an der Universität Osnabrück.

## Leben
Eckholt besuchte von 1970 bis 1979 das katholische Mädchengymnasium St. Hildegard in Ulm/Donau. Von 1979 bis 1986 studierte sie Katholische Theologie, Romanistik und Philosophie an der Eberhard Karls Universität Tübingen. Im Rahmen eines DAAD-Stipendiums studierte sie von 1981 bis 1982 in Poitiers/Frankreich. Im Wintersemester 1984/85 schloss sie ihr Staatsexamen in Romanistik ab, im WS 1985/86 folgte das Staatsexamen in der katholischen Theologie und im Sommersemester 1986 die Diplomprüfung in katholischer Theologie. Ebenfalls im Sommersemester 1986 erhielt sie den Dr.-Leopold-Lucas-Nachwuchswissenschaftler-Preis der Universität Tübingen. Von Mai 1986 bis Juni 1993 war sie wissenschaftliche Mitarbeiterin am Projekt „Katholische Soziallehre in Lateinamerika. Ein Dialogprogramm mit lateinamerikanischen Partnern“ unter der Leitung von Peter Hünermann. Ihre Dissertation zum Thema Vernunft in Leiblichkeit. Die christologische Vermittlung im Denken Nicolas Malebranches an der Katholisch-theologischen Fakultät der Universität Tübingen wurde 1992 mit dem Karl-Rahner-Preis ausgezeichnet.
Eckholt war von Juli 1993 bis Juli 1994 Feodor-Lynen-Forschungsstipendiatin der Alexander-von-Humboldt-Stiftung an der Facultad de Teología der Pontificia Universidad Santiago de Chile. Zusätzlich war sie von August 1993 bis Dezember 1994 Gastdozentin an der Facultad de Teología der Pontificia Universidad Santiago de Chile. 1995 bis 1998 erhielt sie ein DFG-Habilitationsstipendium und 1999/2000 das Margarete-von-Wrangell-Habilitationsstipendium des Landes Baden-Württemberg. Ihre Habilitation an der Katholisch-theologischen Fakultät der Universität Tübingen schloss sie 2000 ab mit dem Thema Kultur – Poetik – Hermeneutik. Auf der Suche nach einer Gestalt der Theologie im Spannungsfeld von kultureller Vielfalt und globalen Wandlungsprozessen der Weltgesellschaft und wurde im Juni 2001 zur Privatdozentin ernannt.
Eckholt war von März 2001 bis August 2009 Professorin für Dogmatik an der Philosophisch-Theologischen Hochschule der Salesianer Don Boscos in Benediktbeuern. Seit September 2009 ist sie Professorin für Dogmatik mit Fundamentaltheologie an der Universität Osnabrück. Seit 2010 ist Margit Eckholt Mitglied im Vorstand des Instituts für Katholische Theologie und war von 2013 bis 2015 Direktorin des Instituts. Von 2013 bis 2015 war sie Studiendekanin und 2015 bis 2017 Pro-Studiendekanin des Fachbereichs Erziehungs- und Kulturwissenschaften der Universität Osnabrück.
Margit Eckholt ist zudem Mitglied der Ethikkommission der Universität Osnabrück, Internationalisierungsbeauftragte im Fachbereich Erziehungs- und Kulturwissenschaften und Lateinamerika-Beauftragte auf Universitätsebene. Sie ist Mitglied des Interdisziplinären Instituts für Kulturgeschichte der Frühen Neuzeit (IKFN), der Forschungsstelle Geschlechterforschung und des Costa-Rica-Zentrums. Darüber hinaus ist sie Mitglied im Vorbereitungsteam „Ökumenische Hochschulgottesdienste“ und steht über die Universität hinaus in Kooperation mit dem Bistum Osnabrück (z. B. „Runder Tisch Religionsunterricht“, Ökumene-Kommission).
2019 erhielt Eckholt ein Ehrendoktorat der Universität Luzern.

## Engagement
Seit 2002 ist Eckholt Vorsitzende des Stipendienwerks Lateinamerika-Deutschland e. V. (IntercambioCultural AlemánLatinoamericano – ICALA). Sie ist Mitglied der Jury des Erwin-Kräutler-Preises (Theologie interkulturell/Universität Salzburg), im Beirat des Instituts für Weltkirche und Mission (St. Georgen, Frankfurt), im Akademischen Ausschuss des KAAD (Katholischer Akademischer Ausländer-Dienst) sowie im Vorstand des Internationalen Instituts für missionswissenschaftliche Forschungen (IIMF). Von 2002 bis 2017 war sie Mitglied der Wissenschaftlichen Arbeitsgruppe für Weltkirchliche Aufgaben der Deutschen Bischofskonferenz und von 2011 bis 2015 im Beirat des Hilfswerkes Misereor.
Seit 2015 ist Eckholt Vorsitzende von „AGENDA – Forum Katholischer Theologinnen“ und steht seit vielen Jahren in enger Kooperation mit dem argentinischen Theologinnen-Netzwerk „Teologanda“, welches 2001/2002 gegründet wurde und an dessen Entwicklung und Aufbau sie maßgeblich beteiligt war.
Regelmäßig nimmt sie Vortragseinladungen an lateinamerikanischen Universitäten wahr, sie hat Einladungen zu Gastprofessuren an verschiedenen katholischen Universitäten erhalten (PUC Porto Alegre Oktober 2013, PUC Santiago de Chile April/Mai 2016, Teologado salesiano in Guatemala-Stadt Juli 2017).

## Forschungsschwerpunkte
Margit Eckholts Forschungsschwerpunkt ist die Entfaltung einer interkulturell-ökumenischen und interreligiös-sensiblen, systematischen Theologie. Grundlage für dieses interkulturelle Arbeiten ist für sie das  Zweite Vatikanische Konzil. Ausgehend von dessen Dokumenten setzt sie sich mit der Frage nach der Rolle von Frauen in Kirche und Theologie auseinander.
Im Fokus der interkulturellen Arbeiten Margit Eckholts stehen Theologie, Philosophie und Kultur in Lateinamerika. Eine Vermittlung von Ansätzen einer lateinamerikanischen, feministisch-theologisch geprägten Friedenstheologie in die deutschsprachige Theologie hinein hat sie durch die Publikation Friedens-Räume. Interkulturelle Friedenstheologie in feministisch-befreiungstheologischen Perspektiven unternommen.
Im Kontext von Interkulturalität, Migration und interreligiösem Dialog steht auch das gemeinsame Graduiertenkolleg der evangelischen, der islamischen und der katholischen Theologie der Universität Osnabrück zum Thema „Religiöse Differenzen gestalten. Pluralismusbildung in Christentum und Islam“, das Margit Eckholt seit 2018 mit betreut.

## Ehrungen
Die Universität Luzern verlieh Margit Eckholt 2019 die Ehrendoktorwürde.

## Werke (Auswahl)

### Publikationen in Buchform
- Vernunft in Leiblichkeit bei Nicolas Malebranche. Die christologische Vermittlung der Vernunft. In: Innsbrucker theologische Studien, Innsbruck 1993.
- Poetik der Kultur. Bausteine einer interkulturellen dogmatischen Methodenlehre. Herder-Verlag, Freiburg i. Br. 2002.
- Hermeneutik und Theologie bei Paul Ricœur. Denkanstöße für eine Theologie im Pluralismus der Kulturen. In: Benediktbeurer Hochschulschriften 19, München 2002.
- Heraus-Gefordert durch Fremde. Studientag der KSFH und PTH Benediktbeuern. In: Benediktbeurer Hochschulschriften 21, München 2003, gemeinschaftlich mit Christine Plahl
- Lehrbrief 13. Der Mensch in der Gnade Gottes. Theologie im Fernkurs: Der christliche Glaube: Grundkurs. Würzburg 2007.
- Dogmatik interkulturell (IKB Band 46). Verlag Traugott Bautz, Nordhausen 2007, ISBN 978-3-88309-191-4.
- Schöpfungstheologie und Schöpfungsspiritualität. Ein Blick auf die Theologin Sallie McFague (Don Bosco), München 2009.
- Ohne die Frauen ist keine Kirche zu machen. Der Aufbruch des Konzils und die Zeichen der Zeit, Ostfildern (Grünewald) 2012.
- Iglesia en salida. Esbozos para una eclesiología intercultural, Santiago de Chile (Ediciones Universidad Alberto Hurtado) 2014.
- mit Stefan Silber (Hg.): Glauben in Mega-Cities. Transformationsprozesse in lateinamerikanischen Großstädten und ihre Auswirkungen auf die Pastoral, Ostfildern(Grünewald) 2014.
- mit Stefan Silber (Hg.): Vivir la Fe en la ciudad hoy. Las grandes ciudades latinoamericanas y los actuales procesos de transformación social, cultural y religiosa, 2 tomos, Ediciones Paulinas, México 2014.
- An die Peripherie gehen. In den Spuren des armen Jesus – Vom Zweiten Vatikanum zu Papst Franziskus, Ostfildern (Grünewald) 2015.
- Frau aus dem Volk. Mit Maria Räume des Glaubens öffnen. Innsbruck 2015.
- Gender studieren: Lernprozess für Theologie und Kirche. Ostfildern 2017. ISBN 978-3-7867-3090-3
- mit Virginia Azcuy (Hg.): Friedens-Räume. Interkulturelle Friedenstheologie in feministisch-befreiungstheologischen Perspektiven, Ostfildern (Grünewald) 2018.
- mit Virginia Raquel Azcuy/M. Marcela Mazzini (eds.): Espacios de Paz. Lectura intercultural de un signo de estos tiempos, Buenos Aires (Agape Libros) 2018.
- mit Georg Steins (Hg.): Aktive Gewaltlosigkeit. Theologie und Pastoral für den Frieden, Würzburg (Echter) 2018. ISBN 978-3-429-04441-1
- mit Ulrike Link-Wieczorek, Dorothea Sattler, Andrea Strübind (Hg.): Frauen in kirchlichen Ämtern. Reformbewegungen in der Ökumene, Herder/Vandenhoeck-Ruprecht, Freiburg/Göttingen 2018.
- Frauen in der Kirche. Zwischen Entmächtigung und Ermächtigung, Echter, Würzburg 2020.

### Artikel in Fachzeitschriften
- Im Zwischenraum der Gnade (Jes 43,16-21; Phil 3,8-1; Joh 8,1–11) in: PUK, 161. Jahrgang, Heft 3, 2022, S. 317–318.
- In den Glauben an die Aufersteheung finden (Apg 2,14.22b-33; 1 Petr 1,17-21; Joh 21,1-14:) in: PUK, 162. Jahrgang, Heft 3, 2023, S. 321–323.